# Han vill rena dig från synd
Han vill rena dig från synd är en körsång med text och musik av Frederick Booth-Tucker.

## Publicerad i
- Frälsningsarméns sångbok 1929 som nr 50 i körsångsdelen under rubriken "Frälsning".
- Frälsningsarméns sångbok 1968 som nr 5 i körsångsdelen under rubriken "Frälsning".
- Frälsningsarméns sångbok 1990 som nr 780 under rubriken "Frälsning".